# Isohypsibius jakieli
Isohypsibius jakieli är en djurart som tillhör fylumet trögkrypare, och som beskrevs av Hieronymus Dastych 1984. Isohypsibius jakieli ingår i släktet Isohypsibius och familjen Hypsibiidae. Inga underarter finns listade i Catalogue of Life.